# Kazimierz Meres
Kazimierz Meres (ur. 11 czerwca 1920 w Bielsku, zm. 1 marca 2003 w Warszawie) – polski aktor teatralny i filmowy.

## Życiorys
16 lutego 1946 roku miał miejsce jego debiut teatralny. Egzamin eksternistyczny aktorski zdał w 1948. Występował w następujących teatrach:
- Teatr Polski w Bielsku-Białej (1946–1947),
- Teatr Dramatyczny w Krakowie (1947–1957),
- Stary Teatr w Krakowie (1954–1959),
- Teatr Polski w Warszawie (1959–1964, 1975-1981),
- Teatr Klasyczny w Warszawie (1964–1973),
- Teatr na Woli w Warszawie (1982),
- Teatr Kwadrat w Warszawie (1984–1989).

Pochowany na Cmentarzu Komunalnym Południowym w Antoninowie pod Warszawą, kwatera 10-A-2-7.

## Filmografia
- 1953: Żołnierz zwycięstwa – Władek Wróblewski
- 1953: Pościg – porucznik Kłos
- 1954: Uczta Baltazara – ksiądz wikary
- 1955: Podhale w ogniu
- 1960: Rok pierwszy – kapitan Zbaraż
- 1963: Daleka jest droga – adiutant pułkownika
- 1964: Giuseppe w Warszawie – SS-mann
- 1965: Miejsce dla jednego – Arcimowicz
- 1970: Album polski – oficer z oflagu
- 1971: Bolesław Śmiały – wojewoda Sieciech
- 1973: Wielka miłość Balzaka (odc. 6)
- 1973: Na niebie i na ziemi – pułkownik Jerzy Blicharski
- 1974: Łukasz – nauczyciel
- 1974: Ile jest życia – taksówkarz (odc. 8)
- 1977: Polskie drogi – ordynator (odc. 11)
- 1977: Lalka – Miller (odc. 3)
- 1978: Do krwi ostatniej... – Robert Anthony Eden
- 1979: Do krwi ostatniej – Robert Anthony Eden (odc. 5)
- 1980: Sherlock Holmes i doktor Watson – lord Tarlton (odc. 16)
- 1982: Przesłuchanie – oficer na imieninach
- 1983: Na odsiecz Wiedniowi – wojewoda Grzymułtowski
- 1983: Katastrofa w Gibraltarze – Robert Anthony Eden
- 1983: Dom świętego Kazimierza – kapitan Zaleski
- 1984: Romans z intruzem – pułkownik Klon-Sawicki
- 1984: Miłość z listy przebojów
- 1984: 111 dni letargu – więzień w celi 192
- 1986: Złoty pociąg – członek kierownictwa Banku Polskiego
- 1986: Kryptonim „Turyści” – „Ruben”, agent polskiego kontrwywiadu we Francji (odc. 1 i 2)
- 1986: Kolega Pana Boga
- 1986: Czas nadziei – ksiądz
- 1987: Ucieczka z miejsc ukochanych – Grzegorz Błażejewicz, mąż Weroniki (odc. 3 i 4)
- 1988: Królewskie sny – kanclerz Jan Szafraniec
- 1988: Kornblumenblau
- 1989: Powrót wabiszczura – komisarz
- 1990: W piątą stronę świata
- 1990: Pożegnanie jesieni
- 1990: Napoleon – Cambaceres (odc. 6)
- 1990: Dziewczyna z Mazur – Leon Kabak, stryj Stefana

## Teatr Telewizji
Wystąpił w kilkudziesięciu spektaklach Teatru Telewizji. Zagrał m.in. rolę Danka w spektaklu Śluby powszednie (1960), a także rolę Hennerta w spektaklu Romans Teresy Hennert (1963).

## Odznaczenia
- Złoty Krzyż Zasługi (1957),
- Medal 10-lecia Polski Ludowej (28 stycznia 1955)[2].